# Heliopyrgus domicella
Heliopyrgus domicella is een vlinder uit de familie van de dikkopjes (Hesperiidae). De wetenschappelijke naam van de soort is voor het eerst geldig gepubliceerd in 1848 door Wilhelm Ferdinand Erichson.